# Örömy József
Örömy József, születési nevén Frohner József (Keszthely, 1832. március 17. – Nagyvárad, 1918. január 10.) magyar építőmester.

## Élete
Örömy (Frohner) József és Micheller Rozália fia, 1832. március 18-án keresztelték. A bécsi Politechnikumban szerezte diplomáját 1859-ben, majd Győrben, valamint a győri és tatai püspöki uradalmaknál működött. 1903. február 24. és március 19. közötti huszonháromnapi fogházbüntetést töltött le, miután gondatlanságból okozott emberölés miatti pénzbüntetésének hátralékát fogházra változtatták.
1867. május 22-én Tatán feleségül vette Major (Mayer) Bertát (Réde, 1850. május 25. – Budapest, 1903. május 21.) Örömy József több mint 14 évvel élte túl feleségét, 86. évében hunyt el Nagyváradon 1918-ban.
Elsősorban építőmesterként, azaz kivitelezőként működött több 19. század végi épület építésénél. Az újabb kutatások valószínűsítik, hogy számos épületet (ahol a tervrajzokon nem szerepel külön tervezői aláírás) ő maga tervezett is.
Téglagyárosi működést is folytatott. Számos épületet tervezett és/vagy kivitelezett Freiberger Sámuel festékkereskedő, Budapest egyik legnagyobb adófizetője számára.
1918-ban hunyt el 86. életévében Nagyváradon. Az Olaszi temetőben helyezték nyugalomra.

## Ismert épületei

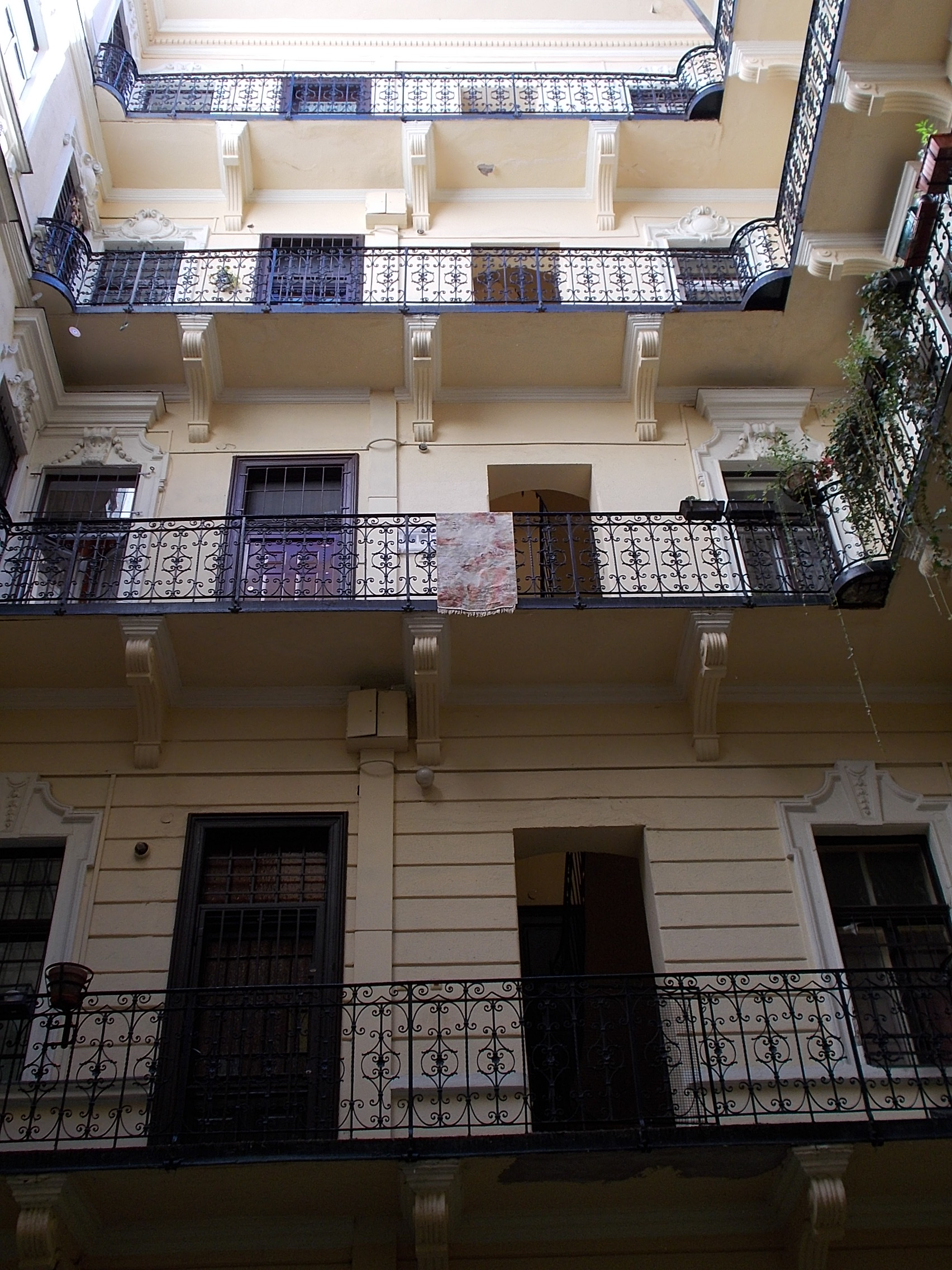
Arányi-bérház, Budapest, Ferenc körút 3. (belső udvar függőfolyosói)

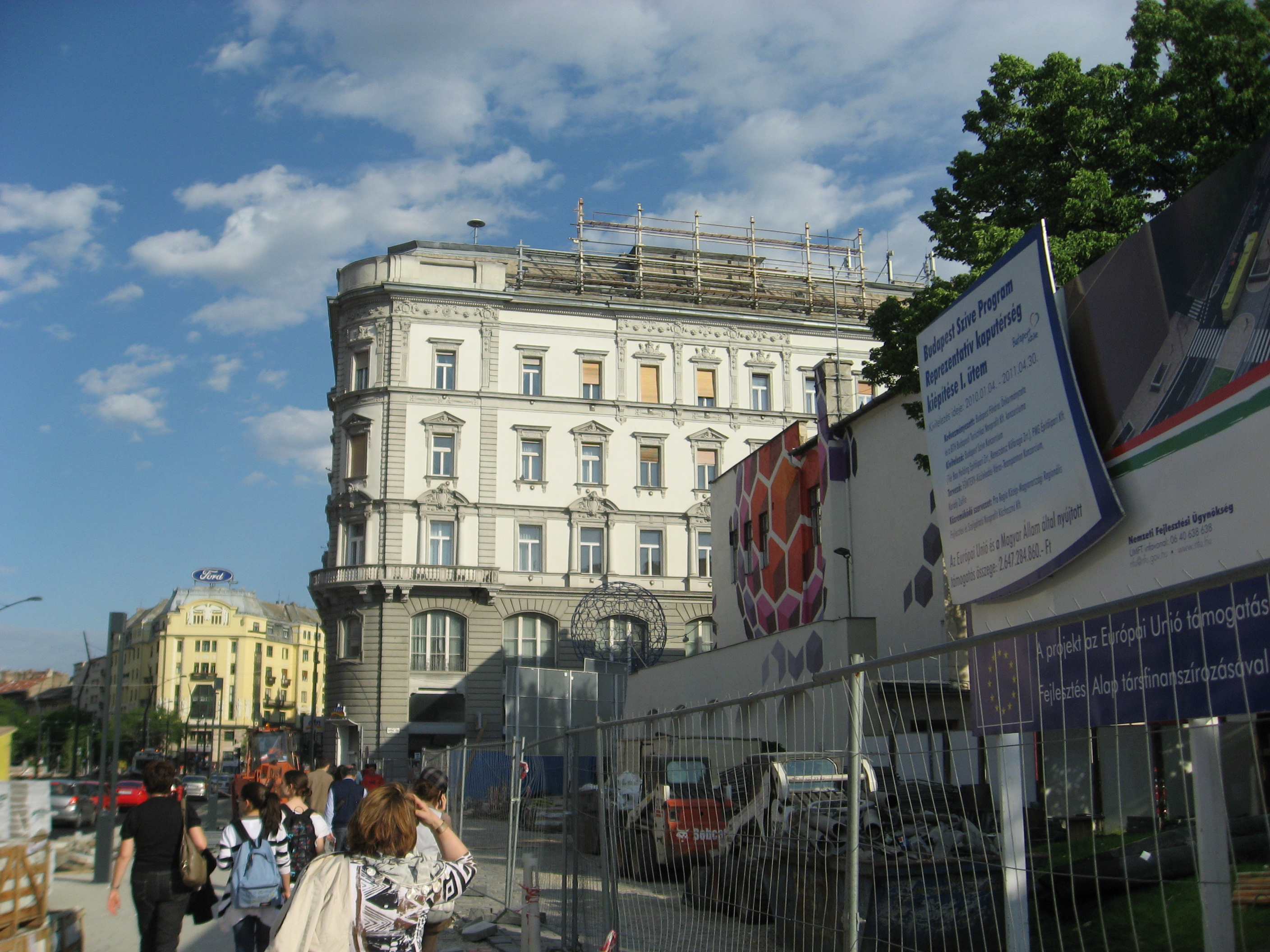
Freiberger-bérház, Budapest, Károly körút 26.

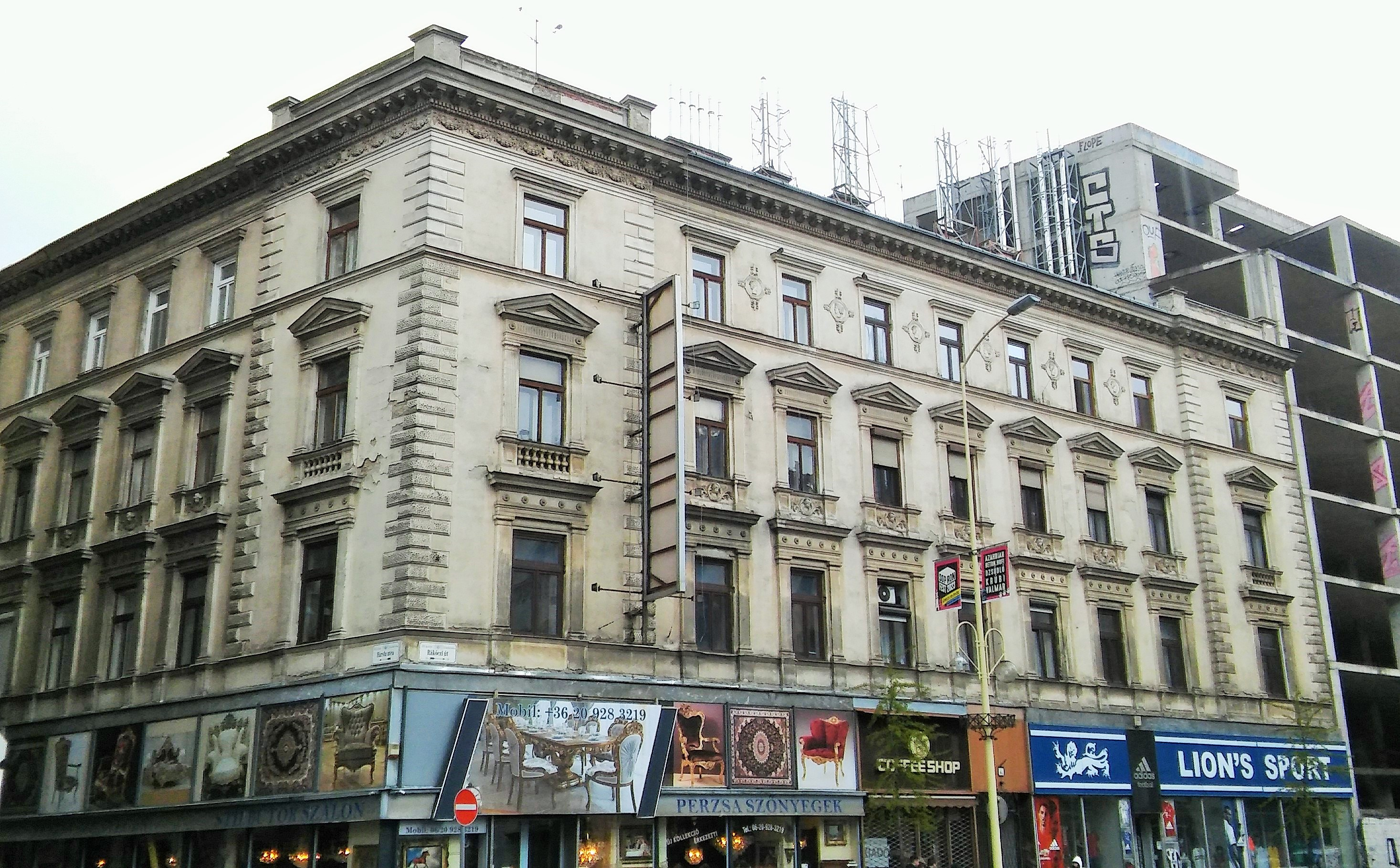
Schmidt-bérházra, Budapest, Rákóczi út 64. (csak a harmadik emelet Örömy műve)

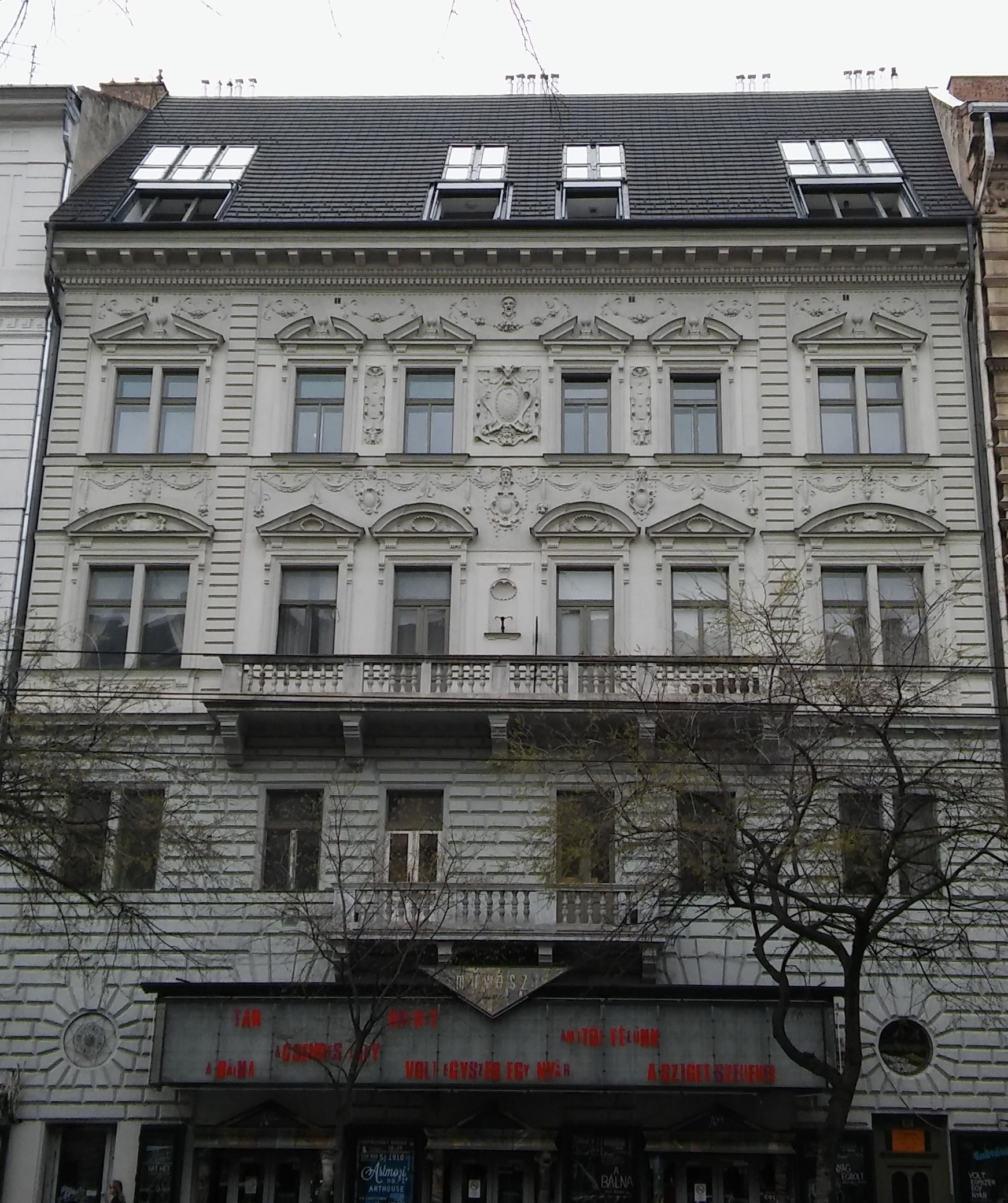
Teréz körút 30.

- 1888: Devicis-nyaraló, Budapest, Istenhegy (hrsz.: 7294)[14]
- 1888: toldalékház a Budapest, Akácfa utca 23.-hoz[15]
- 1888: átalakítási munkálatok, Budapest, Óriás u. 6.[16]
- 1891: kétemeletes bérház, Budapest, Damjanich u. 43. (elpusztult, 1975-1981 óta a telken az ELTE épületkomplexuma áll - benne a Bárczi Gusztáv Gyakorló Általános Iskola és Gyógypedagógiai Módszertani Központ, az ELTE Speciális Gyakorló Óvoda és Korai Fejlesztő Módszertani Központ, és az ELTE Damjanich utcai Kollégium működik -; Freiberger Dávidtól a még épülő házat Beniczky Gábor és neje, Batthyány Ilona vásárolták meg,[17] utóbbi 1923-ban a Regnum Marianum egyházközség és egyesületnek adta el az épületet, akiktől a főváros 1947-ben bírósági úton, cserével nyerte el,[18][19] a századfordulón a VII. kerületi külső m.kir. áll. főgymnasium[20], később állami tanítóképző[21] működött benne, 1970-től a FŐKERT irodaháza állt a 41-43.[22] telken))[23][24]
- 1890–1891: Freiberger-ház, Budapest, Teréz körút 30.[25]
- 1892: Freiberger-bérház, Budapest, Váci út 8.[26]
- 1893: bérház, Budapest, Báthory u. 17.[27]
- 1894: Freiberger-bérház, Budapest, Károly körút 26.[28] (az épület nagy méretű kupolája elpusztult)[29]
- 1895: Freiberger-bérház, Budapest, Izabella u. 74.[30]
- 1895: Freiberger-bérház, Budapest, Izabella u. 76.[30][31]
- 1895: Freiberger-bérház, Budapest, Izabella u. 78.[30][31]
- 1895: Freiberger-bérház, Budapest, Izabella u. 80.[30]
- 1895: Lipthay-bérház, Budapest, Vörösmarty u. 57.[30]
- 1895–1896: Arányi-bérház, Budapest, Ferenc körút 3.[32]
- 1896: emeletráépítés a Schmidt-bérházra, Budapest, Rákóczi út 64. (tervezte: Koch Henrik, 1879)[33][34]
- 1896: Schiffer-bérház, Budapest, Üllői út 89/c. (kérdéses szerzőségű alkotás)[35]
- 1897–1898: Eberein-bérház, Budapest, Eötvös u. 32.[30]
- 1898: Freiberger-bérház, Budapest, Rippl-Rónai utca 23-25.[36]
- 1899: Freiberger-bérház, Budapest, Deák Ferenc u. 15.[27][36][37][38]

Valószínűleg az ő nevét kell sejteni a Váci út 110-114. számon felépített, már részben lebontott, úgynevezett „Hétház” (1895–1897) „Ürömi József építőmester”e mögött is.

### Kivitelezőként
- 1895: Brill-Widder-bérház, Budapest, Podmaniczky u. 61. (tervezte: Goldmann Ernő)[40]
- 1897: Horovitz-bérház, Budapest, Izabella u. 67. (tervezte: Goldmann Ernő)[41]